# Huber Lipót
 (octobre 2023).
Huber Lipót, né le 23 octobre 1861 à Zombor et mort le 7 mars 1946 à Kalocsa, est un prêtre, théologien et hébraïste hongrois.

## Biographie
Huber Lipót naît à Zombor le 23 octobre 1861 de l'industriel Antal Huber et de Magdolna Blazsevátz. En 1880, il est diplômé du lycée de Zombor et, entre 1880 et 1885, il étudie la théologie d'abord à Kalocsa et plus tard au Collegium Pazmanianum à Vienne. Il est consacré prêtre le 18 juillet 1885 à Vienne.
D'août 1885 à 1887, il est aumônier à Prigrevica, Srpski Miletić et Sonta. À partir du 14 septembre 1887, il est chancelier et archiviste de l'archevêque de Kalocsa. Du 14 avril 1888 au 30 juin 1917, il est professeur de l'Ancien et du Nouveau Testament et directeur des études au Grand Séminaire de Kalocsa. De 1890 à 1896, il enseigne l'allemand à l'école normale de Kalocsa et de 1907 à 1912, il est directeur de l'institut.
En 1898, il devient membre de la Société philologique de Budapest et en 1901, il rejoint le département scientifique et littéraire de la Société Szent István (la future Académie Szent István). À partir de 1903, il est examinateur synodal et membre de la commission d'examen des professeurs de religion dans les lycées de l'archidiocèse. De 1917 à 1924, il est curé à Kalocsa.
En 1927, il devient directeur du grand séminaire, codirecteur de l'institut de formation sacerdotale et surveillant de l'institut des prêtres âgés et malades et en 1928, il est nommé prélat d'honneur de Sa Sainteté. À partir de 1931, il est président de la commission artistique ecclésiastique, censeur de l'archidiocèse et vice-président de la caisse d'épargne de l'archidiocèse. À partir de 1941, il est pro-vicaire et pro-recteur du grand séminaire.

## Œuvres
Lipót mène des études pionnières sur le judaïsme de l'Antiquité tardive et médiévale et sur la littérature rabbinique. Ses œuvres majeures sont : Un Talmud ; Jahvé, Adonaï, Jézus (Le Talmud ; Yahvé, Adonaï, Jésus)[pas clair] ; Legrégibb profán tanúbizonyságaink Krisztusról (Les plus anciens témoignages profanes sur le Christ) ; Zsidóság és kereszténység (Judaïsme et christianisme). Il a principalement travaillé sur l'histoire du judaïsme et du rabbinisme post-biblique.